# Jason 2000 Classic 1987
Jason 2000 Classic 1987 — жіночий тенісний турнір, що проходив на кортах з трав'яним покриттям Milton Tennis Centre у Брисбені (Австралія). Належав до турнірів 2-ї категорії в рамках Світової чемпіонської серії Вірджинії Слімс 1987. Турнір відбувся вперше і тривав з 29 грудня 1986 до 4 січня 1987 року. Перша сіяна Гана Мандлікова здобула титул в одиночному розряді.

## Фінальна частина

### Одиночний розряд
Гана Мандлікова —  Пем Шрайвер 6–2, 2–6, 6–4
- Для Мандлікової це був 1-й титул в одиночному розряді за сезон і 25-й — за кар'єру.

### Парний розряд
Гана Мандлікова /  Венді Тернбулл —  Бетсі Нагелсен /  Елізабет Смайлі 6–4, 6–2
- Для Мандлікової це був 1-й титул в парному розряді за сезон і 15-й — за кар'єру. Для Тернбулл це був 1-й титул в парному розряді за сезон і 52-й - за кар'єру.